# Alvaro Načinović
Alvaro Načinović, né le 22 mars 1966 à Rijeka, est un ancien handballeur croate évoluant au poste de pivot.
Il est notamment champion olympique en 1996 avec la Croatie et médaillé de bronze olympique en 1988 avec la Yougoslavie.

## Palmarès

### En équipe nationale
- Jeux olympiques[1]
  -  Médaille d'or aux Jeux olympiques de 1996 à Atlanta
  -  Médaille de bronze aux Jeux olympiques de 1988 à Séoul
- Championnats du monde
  -  Médaille d'argent au championnat du monde 1995
- Championnats d'Europe
  -  Médaille de bronze au championnat d'Europe 1994
  - 5e place au championnat d'Europe 1996
  - 8e place au championnat d'Europe 1998
- autres
  -  Médaille d'or aux Jeux méditerranéens de 1993

### En clubs
- Coupe des clubs champions (1) : 1992
- Champion de Croatie (1) : 1992
- Coupe de Croatie (1) : 1992
- Champion de Slovénie (7) : 1994, 1995, 1996, 1997, 1998, 2000, 2001
- Coupe de Slovénie (7) : 1994, 1995, 1996, 1997, 1998, 2000, 2001